# خاندان حائری مازندرانی
خاندان حائری مازندرانی از خاندان‌های معروف در تاریخ دو سده اخیر ایران است.
نیای بزرگ این خاندان، کربلائی مسلم بارفروشی از اهالی بابل بود که از طریق تجارت در مازندران دارای ثروت و شخصیت شد و با یکی از خاندان‌های ثروتمند بندپی (هم اکنون جزو شهرستان بابل) ازدواج کرد. فرزند او زین‌العابدین حائری مازندرانی از علمای بزرگ سده ۱۳ هجری قمری بود. نوادگان کربلائی مسلم در زمینه‌ها‌ی متفاوتی از جمله روحانیت، تصوف، نویسندگی و سیاست صاحب‌نام بودند. خاندان‌های «رهنما»، «تجدد»، «جهان»، «حائری»، «رشیدی حائری» و «دانا حائری» شاخه‌های مختلف این خاندان هستند.